# جيمس دنلوب (سياسي)
جيمس دنلوب (بالإنجليزية: James Dunlop)‏ هو قاضي وسياسي أمريكي، ولد في 28 مارس 1793، وتوفي في 6 مايو 1872 بجورجتاون في الولايات المتحدة. حزبياً، نشط في الحزب الديمقراطي.